# Eyprepocnemis alacris
Eyprepocnemis alacris är en insektsart som först beskrevs av Jean Guillaume Audinet Serville 1838.  Eyprepocnemis alacris ingår i släktet Eyprepocnemis och familjen gräshoppor.

## Underarter
Arten delas in i följande underarter:
- E. a. alacris
- E. a. impictus